# Daniél Tsiókas
Daniél Tsiókas (en grec moderne : Ντανιελ Τσιόκας), né Daniel Cioca le 19 juin 1971 à Cluj-Napoca en Roumanie, est un pongiste grec. Il participe à trois éditions des Jeux olympiques d'été.

## Résultats

### Meilleures performances
- 1987 : Champion d'Europe en simple junior à Athènes
- 2000 : Médaille de bronze en doubles mixtes aux Championnats d'Europe à Brème

### Titres nationaux en Grèce
- 1990 à 1994 : Champion de Grèce par Équipes avec l'Athletic Center Zografou
- 1995 : Champion de Grèce en simple messieurs

### Résultats internationaux
- 1993 : Champion des Balkans et vainqueur des Internationaux de Pologne
- 1995 : Vainqueur des Jeux d'Israël à Hapoel et des Internationaux de Bulgarie
- 1999 : Vainqueur en simple messieurs des Internationaux de Moscou
- 1996 : Qualifié pour les Jeux olympiques d'été de 1996 à Atlanta en simple (élimination au premier tour)
- 2000 : Qualifié pour les Jeux olympiques d'été de 2000 à Sydney en simple (élimination au premier tour) et en double (élimination au premier tour)
- 2008 : Qualifié pour les Jeux olympiques d'été de 2008 à Pékin par équipes (la Grèce est éliminée en terminant 3e de son groupe du premier tour)